# Corynidae
Corynidae é uma família de cnidários hidrozoários da ordem Anthomedusae, subordem Capitata.

## Géneros
- Coryne Gaertner, 1774
- Dicodonium Haeckel, 1879
- Dipurena McCrady, 1857
- Linvillea Mayer, 1910
- Sarsia Lesson, 1843
- Stauridiosarsia Mayer, 1910
- Syncoryne Ehrenberg, 1834